# Edmond Hustinxprijs voor toneelschrijvers
De Hustinx Prijs voor dramaschrijvers is een prijs voor dramaschrijfkunst. Het geldbedrag voor toekenning van de prijs wordt beschikbaar gesteld door de Hustinx Stichting. Deze stichting is in 1961 opgericht door de industrieel/uitvinder Edmond Hustinx met het doel kunsten en wetenschappen in Maastricht te bevorderen. Hustinx zag kunsten en wetenschappen als de sterkste dragers van cultuur en vooruitgang. Om deze maatschappelijke pijlers te ondersteunen, stelde hij een kapitaal ter beschikking waarmee de uitvoering van zijn ideële doelstelling substantieel kon worden. Hustinx bleef tot aan zijn overlijden in 1984 voorzitter van de stichting die dit fonds beheerde.
De Hustinxprijs is bedoeld om talentvolle auteurs van toneel, radiospel of televisiedrama te eren voor hun werk. Daarbij heeft het bestuur van Hustinx Stichting besloten te bepalen dat de jury bij voorkeur auteurs zou bekronen die nog een zekere ontwikkeling voor de boeg hebben: personen die relatief aan het begin van hun carrière staan en die nog niet met prijzen zijn overladen. Tot 1982 werd de prijs jaarlijks uitgereikt. Sedert de mutatie in 1984 van de jaarlijkse bijeenkomsten in de tweejaarlijkse conferenties van Maastricht wordt de prijs aan een Vlaamse en aan een Nederlandse schrijver toegekend. Vanaf 2004 is gekozen voor het systeem dat de prijs eens in de twee jaar wordt verleend aan afwisselend een Nederlandse en Vlaamse laureaat.
De toekenning van de prijzen geschiedt op basis van een voordracht van een onafhankelijke jury van elk drie personen steeds met als voorzitter een lid van het bestuur van de Stichting Dramaastricht en daarnaast drie anderen, bij voorkeur vorige prijswinnaars.
Het beschikbare prijsbedrag bedraagt 8000 euro.

## Toegekende Hustinxprijzen
- 1966 - Jan de Hartog
- 1967 - Hugo Claus
- 1968 - Jan Staal
- 1969 - Tone Brulin
- 1970 - Dimitri Frenkel Frank
- 1971 - Herwig Hensen
- 1972 - Hans Keuls
- 1973 - Walter Van den Broeck
- 1974 - Annie M.G. Schmidt
- 1975 - Alice Toen
- 1976 - Lodewijk de Boer
- 1977 - Alfons van Impe
- 1978 - Manuel van Loggem
- 1979 - Jan Christiaens
- 1980 - Eli Asser
- 1982 - Paul Koeck en Mies Bouhuys
- 1984 - Rudy Geldhof en Gerben Hellinga
- 1986 - Kees Holierhoek en René Verheezen
- 1988 - niet toegekend
- 1990 - niet toegekend
- 1992 - Hugo Heinen en Ruud De Ridder
- 1994 - Karst Woudstra en Bart De Pauw
- 1996 - Willem Capteyn en Ignace Cornelissen
- 1998 - Paul Pourveur en Gerard Soeteman
- 2000 - Harrie Geelen en Ward Hulselmans
- 2002 - Carel Donck en Stany Crets
- 2004 - Ad de Bont
- 2006 - Arne Sierens
- 2008 - Maria Goos
- 2010 - Marc Didden
- 2012 - Robert Alberdingk Thijm
- 2014 - Jeroen Olyslaegers
- 2016 - Ger Beukenkamp
- 2018 - Malin-Sarah Gozin
- 2024 - Eva Crutzen